# Estación Gowland
Gowland es una estación ferroviaria de la localidad homónima, partido de Mercedes, Provincia de Buenos Aires, Argentina.

## Servicios
La estación corresponde a la Línea Sarmiento de la red ferroviaria argentina, en el servicio diésel que conecta las terminales Moreno y Mercedes.

## Ubicación
Gowland se encuentra próxima a la estación Agote del Ferrocarril San Martín.